# Домагання
Домагання — поведінка, яка заподіює незручність або шкоду, що порушує недоторканність приватного життя особи. Така поведінка може полягати у прямих або непрямих словесних образах або погрозах, недоброзичливих зауваженнях, брутальних жартах або інсинуаціях, небажаних листах і дзвінках, у показі образливих або принизливих фотографій, залякуванні, хтивих жестах, небажаних дотиках, поплескуваннях, у поцілунках, щипках, ударах, фізичному нападі або в інших подібних діях.
Треба зауважити, що під терміном «домагання» розуміють не тільки сексуальне домагання, але і будь-яке інше домагання, на відміну від широко розповсюдженої (помилкової) думки. Прикладом домагань можуть бути також небажані пропозиції, натяки, жести, погляди, слова, повідомлення чи жарти сексуального характеру, що порушують приватні межі людини. У багатьох країнах закон обмежує можливість такого тиску, юридичні трактування таких дій розрізняються в різних культурах. Але загалом у деяких пострадянських державах ставлення до домагань все ще вважається «на межі норми».
У Сполучених Штатах перші судові справи про сексуальні домагання з'явилися ще в 70-ті роки XX століття.
Європейський парламент схвалив законопроєкт про захист від сексуальних домагань на роботі.